# Čárváka
Čárváka, také Lókájata je neortodoxní škola indické filosofie. Vyznačuje se filosofickým skepticismem a náboženskou lhostejností. Původ pojmu čárváka (cārvāka) je nejistý, podle jedné teorie je jeho význam ve smyslu "přijatelná řeč" (cāru - krásný/přijatelný; vāka - řeč), podle jiných je Čárváka jméno zakladatele této školy. Základním spisem je Bárhaspatja-sútra, který se však nedochoval a známe jen zlomky z citací v jiné literatuře. Pro tuto školu je charakteristický materialismus a ateismus. Přestože tato škola není přímou součástí šesti ortodoxních škol hinduismu, je hinduistickým materialistickým hnutím uvnitř hinduismu.